# 戈内 (上比利牛斯省)
戈内（法語：Gonez）是法国上比利牛斯省的一个市镇，位于该省北部，属于塔布区。该市镇总面积1.08平方公里，2009年时的人口为33人。

## 人口
戈内人口变化图示